# 一六戦争
一六戦争（いちろくせんそう）は、自由民主党内における、名前に「一」の字と「六」の字がつく政治家同士の確執の俗称。

## 概要
「一六戦争」と呼ばれた確執は二つあり、もとは自由民主党内の派閥・宏池会における宮澤喜一と田中六助との対立を指した。
その後、小沢一郎と梶山静六の確執も一六戦争と呼ばれた。後者は自民党の結党以来初の下野（1993年）の遠因の一つともなった。

## 宮澤喜一と田中六助

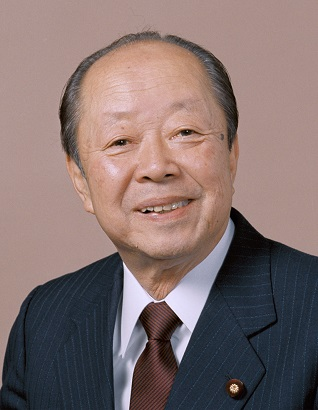
宮澤喜一

1951年（昭和26年）のサンフランシスコ講和会議に全権随員として参加するなど、秀才官僚として早くから将来を嘱目されていた宮澤喜一に対し、田中六助が頭角を現したのは1970年（昭和45年）の「大平クーデター」によってである。このとき宏池会会長の前尾繁三郎を激しく非難し、大平正芳に交代させた気運を形成した人物が田中であった。こうして大平側近となった田中は、1978年（昭和53年）の第1次大平内閣で内閣官房長官として入閣、スポークスマンとして「おしゃべり六助」の異名を取った。
宮澤・田中両者とも毒舌家で敵も多く作ったが、秀才肌の宮澤と、侠客肌の田中は、同じ宏池会に属しながら人脈が対照的となる傾向があった。前尾派時代も、上記の通り大平系であった田中に対し、宮澤はあくまで前尾中心の派閥を指向していた。また、宮澤は同じ大蔵省出身の福田赳夫に気に入られていた一方で福田のライバルである田中角栄から嫌われており、逆に田中六助は角栄と中曽根康弘との間を取り持つようなことができた。
1980年（昭和55年）、大平が現職の総理・総裁のまま急死する。それまで宮澤の名前は総裁候補としてしばしば上がっていたが、田中は、それまで主に党務畑を歩んでいて総裁候補として認識されていなかった鈴木善幸を担ぎ出す。鈴木は田中角栄に近い立場として知られていたが、田中六助は岸信介に根回しをし、反角栄陣営の中核であった福田派の了解を得た。これにより田中六助は鈴木内閣成立の立役者となった。
鈴木内閣実現の功労により、田中は通商産業大臣に就任するが、内閣官房長官に起用されたのは宮澤であった。こうして宏池会の後継者をめぐり田中と宮澤のあいだで競争が勃発する。その後、鈴木善幸と宮澤が縁戚関係を結ぶ一方で、田中は中曽根康弘に接近していった。宮澤との競争も過熱し、宮澤が主宰する派閥横断的な議員グループ「平河会」に対抗し、田中も「新世代研究会」を結成するなど張り合った。
1982年（昭和57年）中曽根総裁のもとで、田中は政調会長をつとめる。一方で、分派活動の懸念を受け、宮澤は平河会座長を退き、新世代研究会は活動休止となった。ロッキード事件判決を受けた1983年12月の総選挙で自民党が後退したあとには、幹事長の二階堂進が交代を余儀なくされたが、その後任には宮澤と田中の名が取りざたされ、鈴木や伊東正義ら鈴木派としての宮澤推薦が中曽根康弘に袖にされる形で、田中が就任している。この一連の経緯に憤激した鈴木は二階堂擁立構想に動くこととなる。
しかし田中は幹事長就任後、病にたおれ1984年（昭和59年）東京女子医大病院に入院。二階堂擁立構想は崩れ、中曽根再任となるものの、病床で幹事長職の継続を断念。1985年（昭和60年）1月に糖尿病の悪化に伴う心筋梗塞で死去する。1986年（昭和61年）に宮澤が宏池会会長に就任したことで、「一六戦争」は終わりを告げたのである。

## 小沢一郎と梶山静六

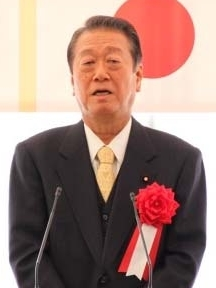
小沢一郎

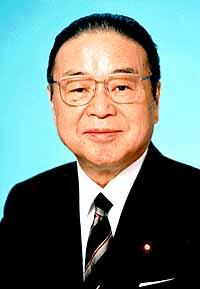
梶山静六

### 発端
1969年の第32回衆院選で初当選した「花の昭和44年組」に含まれる小沢と梶山は共に田中派に所属したが、前歴が大学院生で世襲当選した27歳の小沢に対し、前職が県会議長で43歳の梶山は「昭和のひよっこ」（梶山は大正生まれである）と呼んで牽制していた。1976年、梶山が、ロッキード事件で逮捕されて保釈された田中角栄を東京拘置所で出迎え、その模様がマスコミで大きく扱われたことから第34回衆院選で梶山は落選。第35回衆院選で返り咲くが、当選回数が小沢より1回少なくなった。
それでも小沢と梶山は共に田中に反旗を翻す形で竹下登を総裁候補に担いだ「創政会」旗揚げの立役者となるなど、深い盟友関係にあった。両者とも竹下派七奉行に数えられ、派内で重きをなした。同じく昭和44年組の羽田孜と合わせて「平時の羽田、乱世の小沢、大乱世の梶山」と将来の総裁候補になぞらえられた。
しかし、1989年の海部内閣発足時、竹下は小沢の幹事長就任に「まだ若い」と難色を示し 、年功序列を重視する立場から梶山を幹事長に推したが、竹下派会長の金丸信の強い意向で小沢が幹事長に就任。梶山にしてみれば、幹事長ポストを16歳も若い小沢に奪われた形となった。この一件で、以前からぎくしゃくしていた竹下と小沢の確執は決定的になり、小沢と梶山も対立するようになった。竹下派内は金丸・小沢グループと竹下・梶山グループに分裂していくことになった。

### 東京佐川急便事件の対応
1992年（平成4年）、東京佐川急便から金丸へ行われた5億円の政治献金を巡り、検察への徹底抗戦を訴える小沢に対し、梶山は政治資金収支報告書への申告漏れを認めて早期の事態収拾を図ることを主張した。金丸は収支報告書への記載漏れを認め、略式起訴による5万円の罰金で済んだものの世論が猛反発し議員辞職に追い込まれた。

### 竹下派内紛
その後、金丸の後継となる竹下派会長を巡って、竹下の側近中の側近・小渕恵三を推す梶山と羽田孜を推す小沢の対立が激化。結局、竹下の働きかけにより小渕が後継会長に就任。小沢はこれを不服として、羽田、渡部恒三、奥田敬和らと共に羽田派を旗揚げ。竹下派は分裂した。
小渕会長実現の論功行賞で幹事長となった梶山は、党内を小沢派と反小沢派に色分けし、さらに党職員に対してもどちらにつくか迫った。このことに対し、当時自民党広報局長だった浜田幸一が激怒したと伝えられる。また、宮澤首相が「必ず実現する」と明言した選挙制度改革にも否定的で、政治改革4法案の否決・廃案の立役者となった。これらの動きに対し、党内反主流派に追いやられた小沢らの新生党旗揚げに伴う自民党離党により、衆議院議席数の半数を割った自民党は下野。梶山ら党執行部は責任を問われる形で退陣する。小沢は「梶山静六元内閣官房長官の対立が背景にあるとして一六戦争などと報じられましたが、あれはマスコミが名付けたことであって本質は僕と竹下元首相との戦いでした。経世会を半分に割ったんですから。」と回顧している。

### 関係の修復
1994年に小沢が新進党を作り二大政党制を模索すると状況は一変する。
日米地位協定問題などで当時の社会党に不信感を抱いていた官房長官の梶山は一転して小沢等との連帯を模索し救国内閣を提唱し大の小沢嫌いで知られた野中広務と対立するようになる。

### 保保連携
梶山や亀井静香ら保保派は小沢率いる新進党との連携のため、自社さ派の加藤紘一幹事長の更迭を求めたが、橋本龍太郎首相は最終的に自社さ派につき、加藤の幹事長留任が決定。このため梶山は官房長官を辞任。自社さ派についた竹下や野中との関係は悪化した。

### 自由民主党総裁選挙
1998年、参院選敗北の責任を取って橋本が退陣。竹下や野中が推す小渕後継の動きが表面化すると、梶山はそれに対抗し自ら総裁選に出馬。善戦したが小渕に敗れる。その小渕は皮肉なことに梶山が唱えた小沢率いる自由党との連立を実現させる。
2000年4月1日、小沢は連立からの離脱を表明した。翌日には小渕が脳梗塞で倒れ、5月14日に死去した。
2000年6月6日、梶山が死去したことによってこの戦争は完全に消滅した。